# Rhinosimus atrellus
Rhinosimus atrellus is een keversoort uit de familie platsnuitkevers (Salpingidae). De wetenschappelijke naam van de soort werd in 1914 gepubliceerd door Thomas Broun en komt voor in Nieuw-Zeeland.